# 1832 au théâtre
| Années du théâtre : 1829 - 1830 - 1831 - 1832 - 1833 - 1834 - 1835    |
| Décennies du théâtre : 1800 - 1810 - 1820 - 1830 - 1840 - 1850 - 1860 |

## Événements
- Ouverture du Théâtre Alexandra à Saint-Pétersbourg.

## Pièces de théâtre publiées
La coupe et les lèvres et À quoi rêvent les jeunes filles ? d'Alfred de Musset

## Pièces de théâtre représentées
- 29 mai: La Tour de Nesle d'Alexandre Dumas, au Théâtre de la Porte-Saint-Martin
- 4 juin : Les Enfants du Soldat, vaudeville des Frères Cogniard, au théâtre des Folies-Dramatiques
- 24 juin : Le Chouan, drame épisodique des Frères Cogniard, au théâtre de l'Ambigu-Comique
- 2 juillet  : Chabert, d'Honoré de Balzac, histoire contemporaine en 2 actes, mêlée de chant, avec Jacques Arago, Paris, Théâtre du Vaudeville, Paris.
- 4 juillet : Le Pays Latin ou Encore une Leçon, folie-vaudeville des Frères Cogniard et Monsieur Brunswick, au théâtre du Gymnase-Dramatique
- 10 septembre : Le Fils de l'Empereur, histoire contemporaine des Frères Cogniard, Charles-Désiré Dupeuty et Louis-Marie Fontan, au théâtre du Vaudeville
- 30 octobre : Monsieur Benoit ou Les Deux Idées, folie-vaudeville des Frères Cogniard et Monsieur Tournemine, au théâtre de l'Ambigu-Comique
- 22 novembre : Le Roi s'amuse de Victor Hugo, à la Comédie-Française

## Décès
- 22 mars : Johann Wolfgang von Goethe, romancier, dramaturge, directeur de théâtre, poète et théoricien de l'art allemand, né le 28 août 1749.
- 2 mai : Pierre-Yves Barré, vaudevilliste et chansonnier français, né le 17 avril 1749.
- 22 mai : Pierre-Antoine-Augustin de Piis, haut fonctionnaire de police et dramaturge français, né le 17 septembre 1755.
- 2 juillet : Jean-Baptiste Cortay dit Bojolay, directeur de théâtres français, actif à Bordeaux où il dirige le Grand Théâtre de 1808 à 1822, né en 1761.
- 20 novembre : Joseph Pilhes, dramaturge français, mort le 20 mars 1740.